# Bolo lêvedo
Bolos lêvedos são uma especialidade gastronómica típica do Vale das Furnas, freguesia do Concelho da Povoação, Ilha de São Miguel, Açores. Este doce surgiu em meados do século XIX.

## Aparência
Têm forma semelhante a pequenos discos, com massa porosa, tostada e adocicada. São cozidos sobre sertã ou chapa metálica polvilhada com farinha. Com a advento do turismo, tornaram-se a imagem de marca das Furnas.

### Receita
- «Bolos lêvedos das Furnas»

### Imagens
- «Bolos lêvedos»
- «Bolos lêvedos»